# Patrick Dimbala
Patrick Dimbala Mawongo (né le 20 septembre 1982 à Kinshasa) est un footballeur international belgo-congolais qui est actuellement l entraîneur adjoint du ROCC (Royal Olympic Club de Charleroi fondé en 1912) en belgique en division 2 amateur.

## Carrière

### Formation
Dimbala effectue sa formation au SV Asse de 1991 à 1996, puis à l'Eendracht Alost de 1996 à 1999.

### Carrière professionnelle
En décembre 1999, son club formateur, l'Eendracht Alost lui donne sa chance en équipe première. Il jouera pour les oignons 37 rencontres, pour 7 buts inscrits. Ses prestations attirent l'œil d'un club de Jupiler League : KAA La Gantoise qu'il rejoint durant le mercato d'hiver 2001-2002.
À Gant, il dispute 38 matchs pour 5 buts marqués avant d'être cédé au KV Courtrai, à nouveau en deuxième division, ou il ne reste que 6 mois.
À nouveau, c'est un pensionnaire de division 1 qui le contacte: le voisin, le Royal Excelsior Mouscron. Durant deux saisons, Dimbala porte 57 fois le maillot des hurlus, avec 7 buts à la clef. Le pic de cette période reste la finale de Coupe de Belgique perdue en mai 2006 contre le SV Zulte Waregem.
Mais le club frontalier connait des problèmes financiers et Dimbala s'expatrie en Grèce. D'abord au APO Levadiakos de 2007 à 2009, et depuis 2009 au PAS Giannina.
Il revient en septembre 2014 en Belgique et signe un contrat d'une saison au Royal Football Club Tournai.
- 1996-2001 :  Eendracht Alost
- 2001-2004 :  KAA La Gantoise
- jan. 2004-2004 :  KV Courtrai (prêt)
- 2004-2006 :  Royal Excelsior Mouscron
- 2006-2007 :  PAE Asteras Tripolis
- 2007-2009 :  APO Levadiakos
- 2009-2010 :  PAS Giannina
- jan. 2011-2011 :  APO Levadiakos
- fevr. 2012-2012 :  Paniónios GSS
- Depuis sept. 2014 :  Royal Football Club Tournai